# Ea Wer
Ea Wer là một xã thuộc tỉnh Đắk Lắk, Việt Nam.

## Địa lý
Xã Ea Wer nằm dọc theo tỉnh lộ 1, có vị trí địa lý:
- Phía đông giáp xã Tân Hoà
- Phía tây giáp xã Ea Huar
- Phía nam giáp tỉnh Đắk Nông
- Phía bắc giáp huyện Cư M'gar.

Xã Ea Wer có diện tích 80,52 km², dân số năm 2019 là 8.804 người, mật độ dân số đạt 109 người/km².

### Điều kiện tự nhiên
Xã Ea Wer là một xã thuần nông với tỷ lệ dân làm nông nghiệp chiếm hơn 80% dân số.
Xã Ea Wer là một xã có diện tích tương đối rộng với 8.052 ha đất tự nhiên, trong đó chia ra các loại như sau:
- Đất nông nghiệp: 5.667,63 ha.
- Đất lâm nghiệp: 1.216,60 ha.
- Đất nuôi trồng thủy sản: 9,74 ha.
- Đất phi nông nghiệp: 950,02 ha.
  - Đất ở: 63,85 ha.
  - Đất chuyên dùng: 690,48 ha.
  - Đất chưa sử dụng: 1.434,35 ha.

Khí hậu: Xã nằm trong vùng khí hậu nhiệt đới gió mùa, đặc trưng cho vùng cao nguyên Nam Trung Bộ, mỗi năm có hai mùa rõ rệt: mùa mưa và mùa khô. Mùa mưa bắt đầu từ tháng 4 năm trước đến tháng 10 năm sau, tập trung 93,5% lượng mưa cả năm, mùa khô từ tháng 11 đến tháng 3 năm sau lượng mưa không đáng kể và thường bị hạn vào cuối mùa khô, thiếu nước sinh hoạt và sản xuất gây nhiều khó khăn cho đời sống của nhân dân trong vùng. Thuận lợi cho phát triển cây công nghiệp ngắn ngày: cây mì, cây lúa, cây hoa màu; cây công nghiệp dài ngày như điều, tiêu, cà phê.

## Hành chính
Xã Ea Wer được chia thành 8 thôn: 3, 4, 5, 7, 9, Ea Duăt (Ea Duất), Ea Ly, Hà Bắc và 3 buôn: Ea Pri, Tul A, Tul B.

## Lịch sử
Năm 1993, Chính phủ ban hành Nghị định số 73-CP về việc thành lập xã Ea Wer trên cơ sở một phần diện tích và dân số của xã Krông Na.
Ngày 7 tháng 10 năm 1995, Chính phủ ban hành Nghị định số 61-CP về việc chuyển xã Ea Wer thuộc huyện Ea Súp về huyện Buôn Đôn mới thành lập quản lý.
Ngày 13 tháng 8 năm 2021, HĐND tỉnh Đắk Lắk ban hành Nghị quyết số 35/NQ-HĐND về việc:
- Sáp nhập thôn 6 vào buôn Ea Pri.
- Sáp nhập thôn 8 vào thôn 4.
- Sáp nhập thôn Nà Ven vào thôn 5.

## Kinh tế - xã hội

### Trồng trọt
Thực hiện kế hoạch phát triển kinh tế 5 năm 2011- 2015 theo định hướng của Đảng ủy và Nghị quyết HĐND xã, hàng năm UBND xã luôn chủ động xây dựng chỉ tiêu cụ thể để triển khai. Trong 5 năm qua các chỉ tiêu đặt ra hàng năm hầu hết đều đạt và vượt chỉ tiêu giao. Cụ thể:
| Năm thực hiện | Kế hoạch | Thực hiện | Đạt %  | Tăng so với năm trước | Thu nhập đầu người |
| 2011          | 2.507 ha | 2.916 ha  | 116,3% | 583 ha                | 530 kg             |
| 2012          | 3.124 ha | 3.276 ha  | 105%   | 360 ha                | 532 kg             |
| 2013          | 3.388 ha | 3.486 ha  | 109%   | 570 ha                | 520kg              |
| 2014          | 3.415 ha | 3.397 ha  | 102%   | - 89 ha               | 436 kg             |
| 2015          | 3.930 ha | 3.948 ha  | 100,5% | 551 ha                | 570 kg             |

### Chăn nuôi – thú y
Về điều kiện địa bàn xã năm tiếp giáp với khu vực rừng, điều kiện về nguồn nước khá thuận lợi. Chính vì vậy đồng hành với định hướng sản xuất nông nghiệp thì định hướng trong việc phát triển kinh tế cho nhân dân về chăn nuôi cũng là một giải pháp chính và bền vững. Trong năm qua việc phát triển đàn gia súc, gia cầm trên địa bàn phát triển khá nhanh, Cụ thể:
| Năm thực hiện | Đàn trâu | Đàn bò | Đàn dê | Đàn heo | Đàn gia cầm | DT nuôi trồng TS |
| 2011          | 720      | 1.150  | 300    | 2.550   | 20.000      | 5                |
| 2012          | 800      | 1.290  | 500    | 2.500   | 18.000      | 7                |
| 2013          | 1.050    | 1.700  | 3.600  | 830     | 23.000      | 9                |
| 2014          | 1.130    | 1.950  | 300    | 3.600   | 23.000      | 9                |
| 2015          | 1.155    | 2.150  | 0      | 2.822   | 21.000      | 12               |

Hàng năm đàn gia súc cung cấp cho thị trường trên 15 tấn thịt các loại.
Về công tác thú y đã thực hiện tốt việc kiểm soát, kiểm định chất lượng thịt gia súc, gia cầm bảo đảm khi đưa ra thị trường tiêu thụ. Thực hiện tiêm vắc xin phòng bệnh cho trâu, bò, heo và các loại gia súc, gia cầm khác đầy đủ.
Về tình hình dịch bệnh ở gia súc, gia cầm trên địa bàn chủ yếu là bệnh đường ruột ở trâu bò, không có xuất hiện bệnh tụ huyết trùng.

### Khuyến nông – khuyến lâm
Làm tốt công tác phối kết hợp với trạm khuyến nông huyện, Trung tâm khuyến nông tỉnh và các đơn vị doanh nghiệp sản xuất, tiêu thu các sản phẩm nông sản tiến hành mở lớp tập huấn cho nhân dân về áp dụng các khoa học kỹ thuật vào sản xuất, thực hành trình diễn các mô hình phát triển kinh tế nông nhiệp, áp dụng sản xuất các giống cây trồng mới nhằm nâng cao hiệu quả trong sản xuất nông nghiệp tại địa phương.
Thực hiện tốt việc cấp cho nhân dân 12.000 cây giống và hướng dẫn nhân dân trồng, chăm sóc cây phân tán trong chủ trương phủ xanh đất trống đồi trọc.

### Giáo dục đào tạo
Trong những năm qua sự nghiệp giáo dục đào tạo được quan tâm đáng kể, cơ sở vật chất ngày được đầu tư cơ bản, trường lớp sạch đẹp khang trang đã đáp ứng phần nào nhu cầu giảng dạy của các nhà trường. Toàn xã hiện có 5 trường: Gồm 1 trường Phổ thông cơ sở, 2 trường tiểu học và 2 trường Mầm Non.
Trong những năm qua các trường đã duy trì thực hiện tốt các nội quy, quy chế hoạt động. Về chuyên môm, chất lượng giáo viên đảm bảo, sự phối hợp giữa gia đình và nhà trường ngày càng được củng cố.
Về khối trường mầm non hàng năm có từ 80 đến 88% học sinh đạt chuẩn cháu ngoan Bác Hồ; Xếp loại các trường đều đạt danh hiệu khá và tiên tiến.
Về khối trường tiểu học hàng năm số lượng học sinh lên lớp đạt 93 đến 98%; Xếp loại các trường đều đạt danh hiệu khá và tiên tiến.
Về khối trường PTCS hàng năm số lượng học sinh lên lớp đạt 95 đến 98%; Học sinh tốt nghiệp đạt tỷ lệ 93 đến 97%.
Tuy nhiên chất lượng học sinh hàng năm xếp loại trung bình còn chiếm tỷ lệ cao, sự phối hợp nhà trường và gia đình đôi lúc chưa chặt chẽ nên tình trạng học sinh bỏ học giữa kỳ vẫn còn xảy ra.

### Công tác y tế - dân số KHHGĐ
Tổng số bệnh nhân đến khám và điều trị hàng năm:
| Đề mục                 | Năm thực hiện | Năm thực hiện | Năm thực hiện | Năm thực hiện | Năm thực hiện |
| Đề mục                 | 2011          | 2012          | 2013          | 2014          | 2015          |
| Số bệnh nhân (BN)      | 7.220         | 13.218        | 11.508        | 9.306         | 11.574        |
| Điều trị tại trạm (BN) | 6.728         | 12.099        | 7.775         | 6.676         | 7.728         |
| Điều trị khỏi (BN)     | 6.728         | 12.099        | 7.775         | 6.676         | 7.728         |
| Chuyển viện (BN)       | 492           | 1.119         | 3.733         | 2.630         | 3.846         |

Thực hiện chủ trương xây dựng trạm y tế cấp xã đạt chuẩn quốc gia nhằm bảo đảm ngày một chăm sóc tốt hơn sức khỏe cho nhân dân, hàng năm việc tu bổ cơ sở hạ tầng cho trạm y tế xã luôn được quan tâm, đến nay trạm y tế xã đã có cơ sở hạ tầng khá khang trang với 5 phòng, 5 giường bệnh để phục vụ cho công tác chăm sóc sức khỏe cho người dân. Đội ngũ y bác sỹ hiện có 1 bác sỹ, 4 cán bộ là nữ hộ sinh, lương y, hộ lý hiện, điều dưỡng. Công tác trực khám và điều trị cho nhân dân luôn bảo đảm 24/24 giờ mỗi ngày.
Về các chương trình mục tiêu Quốc gia về tiêm phòng, tiêm chủng và phun thuốc phòng dịch ở khu dân cư được thực hiện đầy đủ theo kế hoạch, chỉ đạo của cấp trên và thực tế nhu cầu dân cư trên địa bàn xã.
Đẩy mạnh công tác vận động các cặp vợ chồng trong độ tuổi sinh đẻ thực hiện tốt chủ trương kế hoạch hóa gia đình, mục tiêu giảm tỷ lệ sinh con thứ 3, sử dụng các biện pháp tránh thai ngoài ý muốn v.v. với các hình thức như tư vấn trực tiếp, tuyên truyền qua hệ thống đài truyền thanh, thành lập các tổ nhóm sinh hoạt, các cậu lạc bộ ở các thôn(buôn), cung cấp đầy đủ vật dụng phòng tránh thai cho các cặp vợ chồng trong độ tuổi trên địa bàn xã.

### Công tác chính sách xã hội
Việc biến động dân số do nhân dân ở các tỉnh, các huyện khác đến sinh sống trên địa bàn xã trong đó có cả các đối tượng chính sách, đối tượng bảo trợ xã hội cùng ngày một tăng lên. Từ năm 2011 cả xã có 53 đối tượng chính sách, 42 đối tượng bảo trợ xã hội thì đến năm 2015 cả xã có 69 đối tượng chính sách, 193 đối tượng bảo trợ xã hội, cụ thể hàng năm:
| Đề mục                              | Năm  | Năm  | Năm  | Năm  | Năm  |
| Đề mục                              | 2011 | 2012 | 2013 | 2014 | 2015 |
| Đối tượng chính sách (đối tượng)    | 53   | 54   | 55   | 63   | 69   |
| Đối tượng bảo trợ xã hội(đối tượng) | 42   | 43   | 43   | 63   | 81   |

Thực hiện các chủ trương của Nhà nước về chế độ chính sách đối với các đối tượng chính sách, người có công, các đối tượng bảo trợ xã hội.
- Hàng năm UBND xã chỉ đạo bộ phận chính sách làm tốt công tác thăm hỏi, tặng quà các đối tượng chính sách vào các ngày lễ, tết; chi trả đầy đủ phụ cấp, giải quyết tốt các chế độ; tạo điều kiện cho các hộ chính sách được vay vốn phát triển kinh tế; lập hồ sơ, thủ tục đề nghị các cấp chi trả chế độ khen thưởng, chế độ bổ sung; xây dựng nhà tình nghĩa; đề nghị cho đi điều dưỡng cho các đối tượng chính sách; mở lớp học nghề miễn phí, lập hồ sơ đề nghị miễm giảm học phí cho con em các đối tượng chính sách.v.v. 
- Đối với các đối tượng bảo trợ xã hội là đối tượng rất khó khăn về kinh tế, trong những năm qua UBND xã luôn thực hiện tốt việc tiếp nhận quà của cấp trên, quà cử các tổ chức nhân đạo và trích kinh phí hoạt động để hỗ trợ phần nào những khó khăn cho các đối tượng nhân dịp các ngày lễ, tết. Lập hồ sơ đề nghị các cấp, các tổ chức nhân đạo giúp đỡ về kinh phí để khám chữa bệnh cho các bệnh nhân đặc biệt khó khăn, các cháu bị bệnh tim, mắt, chỉnh hình chân tay.v.v.  Lập hồ sơ đề nghị cấp thẻ khám chữa bệnh, xây dựng nhà tình thương, nhà đại đoàn kết cho các đối tượng khó khăn về nhà ở.
Trong 5 năm qua đã triển khai xây dựng được 7 nhà tình nghĩa; sửa chửa 2 nhà tình nghĩa; 3 nhà tình thương; 16 nhà đại đoàn kết.

### Dân cư
- Dân số: 8.804 khẩu, với 1.943 hộ; được chia thành 14 thôn (buôn).
- Thành phần dân tộc: Dân tộc thiểu số tại chỗ chiếm 21,9% dân số, toàn xã có 14 dân tộc anh em cùng sinh sống (Kinh, Êđê, M’Nông, Thái, Lào, Yarai, Tày, Nùng, Mường, Hoa, H’Rê, Dao, H’Mông, Khơ me). Toàn xã có 3 tôn giáo chính đó là Phật giáo, Thiên chúa giáo và đạo Tin lành.

### Quốc phòng, an ninh, chính trị trật tự an toàn xã hội
- Quốc phòng: Về công tác tuyển quân năm 2011 thực hiện giao 15/15 quân; năm 2012 thực hiện giao 20/16 quân; năm 2013 thực hiện 25/18 giao quân; năm 2014 thực hiện giao 30/30 quân; năm 2015 thực hiện giao 29/29 quân. Công tác xây dựng và huấn luyện lực lượng DQTV, việc quản lý lực lượng dự bị động viên luôn được bảo đảm. Công tác bảo đảm quân số thường trực thực hiện đầy đủ theo quy định và bảo đảm lực lượng trực tại trụ sở trong các ngày lễ, tết, theo lệnh điều động của cấp trên. Tổ chức bồi dưỡng kiến thức quốc phòng năm 2014 được 50 người. Thực hiện giao quân đợt 1/2014 là 9/9 thanh niên đạt 100% chỉ tiêu. Công tác tuyển quân đợt 1/2015 thực hiện khám tại xã 83,3% kế hoạch. Đưa thanh niên tham gia khám tại huyện được 44/45 thanh niên đạt 97,3%. Thực hiện huấn luyện DQTV 65/72 thanh niên đạt 90,2% kế hoạch. Đăng ký thanh niên trong độ tuổi 17 có 41/80 thanh niên.

- An ninh: Công tác bảo đảm an ninh chính trị trong năm được giữ vững, không xảy ra tình trạng gây rối, biểu tình, bạo loạn hay vượt biên trái phép.

- Trật tự an toàn xã hội:

| Danh mục                  | Năm  | Năm  | Năm  | Năm  | Năm  |
| Danh mục                  | 2011 | 2012 | 2013 | 2014 | 2015 |
| Gây rối trật tự (vụ)      | 10   | 11   | 22   | 15   | 26   |
| Xã giải quyết (vụ)        | 4    | 6    | 14   | 15   | 20   |
| Chuyển công an huyện (vụ) | 6    | 5    | 8    | 0    | 6    |
| Trộm cắp (vụ)             | 8    | 6    | 6    | 4    | 12   |
| Xã giải quyết (vụ)        | 2    | 4    | 2    | 2    | 1    |
| Chuyển công an huyện (vụ) | 6    | 2    | 4    | 2    | 11   |
| Tai nạn giao thông (vụ)   | 5    | 8    | 10   | 9    | 13   |
| Làm chết (người)          | 0    | 1    | 2    | 1    | 1    |
| Bị thương (người)         | 6    | 6    | 12   | 10   | 9    |
| Hư hỏng xe mô tô (chiếc)  | 5    | 8    | 9    | 6    | 11   |

Thực hiện tốt công tác phối hợp với công an huyện Buôn Đôn và công an các huyện bắt giữ các đối đối tượng gây án đến địa bàn xã lẩn trốn.
Thực hiện tốt công tác kiểm tra nhân hộ khẩu để xử lý, nhắc nhở các đối tượng đến địa bàn xã không thực hiện đăng ký lưu trú, tạm trú.
Tổng số hộ khẩu trong 5 năm trên địa bàn xã tăng nhanh, cụ thể:
| Danh mục     | Năm 2011 | Năm 2012 | Năm 2013 | Năm 2014 | Năm 2015 |
| Tổng số hộ   | 1.533    | 1.556    | 1.590    | 1.643    | 1.844    |
| Tổng số khẩu | 6.695    | 6.862    | 7002     | 7.386    | 8.453    |

### Công tác tư pháp và cải cách hành chính
Thực hiện Quyết định số 181/2003 và Quyết định số 93/2007 của Thủ tướng Chính phủ về việc ban hành Quy chế thực hiện cơ chế "một cửa" tại cơ quan hành chính nhà nước ở địa phương. Năm 2008 UBND xã đã triển khai mô hình một cửa tại trụ sở UBND xã. Qua triển khai thực hiện 5 năm vừa qua đã được đông đảo nhân dân đồng tình ủng hộ phương thức giải quyết các thủ tục hành chính cho nhân dân theo hình thức mới. Kết quả thực hiện trong 5 năm:
| Danh mục                            | Năm  | Năm  | Năm   | Năm   | Năm   |
| Danh mục                            | 2011 | 2012 | 2013  | 2014  | 2015  |
| Về quản lý hộ tịch thực hiện (việc) | 265  | 259  | 299   | 329   | 382   |
| + Khai sinh (trường hợp)            | 224  | 203  | 201   | 209   | 214   |
| + Khai tử (trường hợp)              | 7    | 12   | 10    | 23    | 14    |
| + Kết hôn (trường hợp)              | 26   | 39   | 81    | 81    | 93    |
| + Cải chính hộ tịch (trường hợp)    | 8    | 5    | 7     | 10    | 16    |
| Về công tác chứng thực (việc)       | 615  | 648  | 3.536 | 5.923 | 5.293 |
| + Chứng thực bản sao (việc)         | 0    | 0    | 2.693 | 4.928 | 4.109 |
| + Chứng thực HĐ dân sự (việc)       | 0    | 0    | 131   | 132   | 254   |
| + Chứng thực các văn bản khác       | 615  | 648  | 712   | 863   | 872   |

Phối hợp với cơ quan thi hành án dân sự huyện xác minh tài sản của các đối tượng đang phải chấp hành thi hành án được 29 trường hợp.
Công tác hòa giải đã tiếp nhận 80 đơn thư khiếu nại. trong đó: thuộc thẩm quyền xã giải quyết 51 đơn; chuyển các cơ quan chức năng huyện 12 đơn; trả lại 17 đơn không hợp lệ.

### Công tác xây dựng Đảng và hệ thống chính trị, an ninh cơ sở
Công tác xây dựng Đảng, chính quyền luôn được quan tâm, đến nay xã đã có 21 chi bộ, 182 đảng viên và 21 cán bộ chuyên trách, công chức, bán chuyên trách. Hơn nữa, các cấp chính quyền địa phương thường xuyên tổ chức bồi dưỡng nghiệp vụ chuyên môn, lý luận thực tiến bằng nhiều hình thức cho các cán bộ, nhằm nâng cao năng lực chuyên môn cho cán bộ, để đáp ứng ngày càng tốt hơn nhu cầu giải quyết công việc. Hiện nay, trình độ lý luận chính trị có hơn 8 người trung cấp, 2 người sơ cấp; trình độ chuyên môn có 02 người CĐ, ĐH, 08 người trung cấp, 02 người sơ cấp; về quản lý nhà nước có 1 người trung cấp, 5 người sơ cấp.
Công tác quản lý, đều hành của UBND xã trong thời gian qua đã bám sát nghị quyết của Đảng bộ, Nghị quyết của HĐND xã và đã có nhiều đổi mới trong quá trình điều hành, hoạt động. Đội ngũ cán bộ UBND xã được kiện toàn và được củng cố, hoạt động khá đồng bộ, chỉ đạo điều hành được nâng lên rõ rệt, kinh tế - xã hội có bước phát triển khá, quan tâm việc chuyển đổi cơ cấu cây trồng vật nuôi, tranh thủ sự quan tâm đầu tư của Nhà nước và huy động sức đóng góp của nhân dân để đầu tư xây dựng kết cấu hạ tầng, phát triển kinh tế, xã hội, bộ mặt nông thôn ngày một thay đổi, đời sống vật chất, tinh thần của nhân dân được nâng lên, quyền dân chủ ở nhân dân được mở rộng.
Việc thực hiện quy chế dân chủ trong hoạt động cơ quan được đảm bảo công khai hóa các vấn đề liên quan đến cán bộ, công chức. Việc thực hiện cơ chế một cửa trong thời gian qua đã đem lại nhiều kết quả, giảm bớt các thủ tục hành chính, tạo điều kiện thuận lợi cho nhân dân, cá nhân, tổ chức đến liên hệ, làm việc tại cơ quan.
Tình hình an ninh, chính trị hiện nay trên địa bàn cơ bản đã ổn định, nhưng các thế lực thù địch vẫn luôn tìm mọi cách kích động, tuyên truyền, móc nối, lôi kéo đồng bào chống đối lại đường lối, chính sách của Đảng và Nhà nước. Đảng bộ và chính quyền địa phương đã phối kết hợp với các cơ quan như quân sự, công an thường xuyên tuyên truyền, vận động, giáo dục đồng bào về chính sách quốc phòng toàn dân, chính sách đoàn kết các dân tộc, giúp nhau phát triển sản xuất, cải thiện và không ngừng nâng cao mức sống về vật chất và tinh thần. Các cơ quan chức năng làm nhiệm vụ thường xuyên theo dõi và phát hiện, xử lý kịp thời, nắm bắt tình hình, bằng các biện pháp nghiệp vụ nhằm vô hiệu hóa các phần tử phản động, đảm bảo bình yên và ổn định trong khu vực.

## Văn hóa

### Văn hoá thông tin, thể dục thể thao
| Đề mục             | Năm thực hiện | Năm thực hiện | Năm thực hiện | Năm thực hiện | Năm thực hiện |
| Đề mục             | 2011          | 2012          | 2013          | 2014          | 2015          |
| Thôn(buôn) văn hóa | 7/13          | 9/13          | 10/13         | 10/13         | 13/13         |
| Gia đình văn hóa   | 817           | 940           | 989           | 1.008         | 1.124         |

Thực hiện chủ trương của Đảng, Nhà nước trong việc tuyên truyền vận động xây dựng đời sống văn hóa khu dân cư và sự hưởng ứng của nhân dân trên địa bàn xã nên trong những năm qua kết quả cuộc vận động xây dựng thôn(buôn) văn hóa, gia đình văn hóa không ngừng phát triển, kể từ năm 2011 toàn xã mới có 7/14 thôn (buôn) đạt danh hiện thôn văn hóa - 817 hộ gia đình đạt danh hiệu gia đình văn hóa. Đến nay toàn xã đã có 13/14 thôn(buôn),… hộ gia đình đạt danh hiệu văn hóa, cụ thể:
Về các hoạt động văn hóa, thông tin: Tổ chức tốt các hoạt động về TDTT, văn hóa, văn nghệ và các dịp lễ, Tết để phục vụ nhân dân; đồng thời tham gia đầy đủ các hoạt động TDTT, văn hóa, văn nghệ do huyện tổ chức.
Làm tốt công tác trang trí, khánh tiết phục vụ các ngày lễ, tết, các Hội nghị của Đảng uỷ, HĐND, UBND và các đoàn thể.
Xây dựng các Pa nô, Áp phích tuyên truyền tại trụ sở UBND xã và các thôn(buôn).

### Đài truyền thanh
Được sự quan tâm của các cấp, năm 2010 xã EaWer được đầu tư xây dựng hệ thống tiếp phát sóng không dây (thay cho hệ thống phát thanh dây) trị giá 125.500.000 đồng, hệ thống loa lắp đặt 12/14 thôn(buôn) đã tại điều kiện cho xã trong việc thông tin các chủ trương của Đảng, pháp luật của Nhà nước và các hoạt động của UBND xã đến tận người dân. Thực hiện sự chỉ  đạo của cấp trên UBND xã EaWer đã chỉ đạo bộ phận đài truyền thanh trực và tiếp sóng các chương trình của đài truyền thanh các cấp đầy đủ, cụ thể tổng số giờ tiếp phát sóng được 8.954h (đài TW 5.201h; đài tỉnh 2.665h, đài huyện 1.088h) và xây dựng các bản tin của xã, thực hiện công tác tuyên truyền pháp luật được 236h.